# Ormosia furcata
Ormosia furcata är en tvåvingeart som beskrevs av Evgenyi Nikolayevich Savchenko 1973. Ormosia furcata ingår i släktet Ormosia och familjen småharkrankar. Inga underarter finns listade i Catalogue of Life.